# Bridgette Wilson

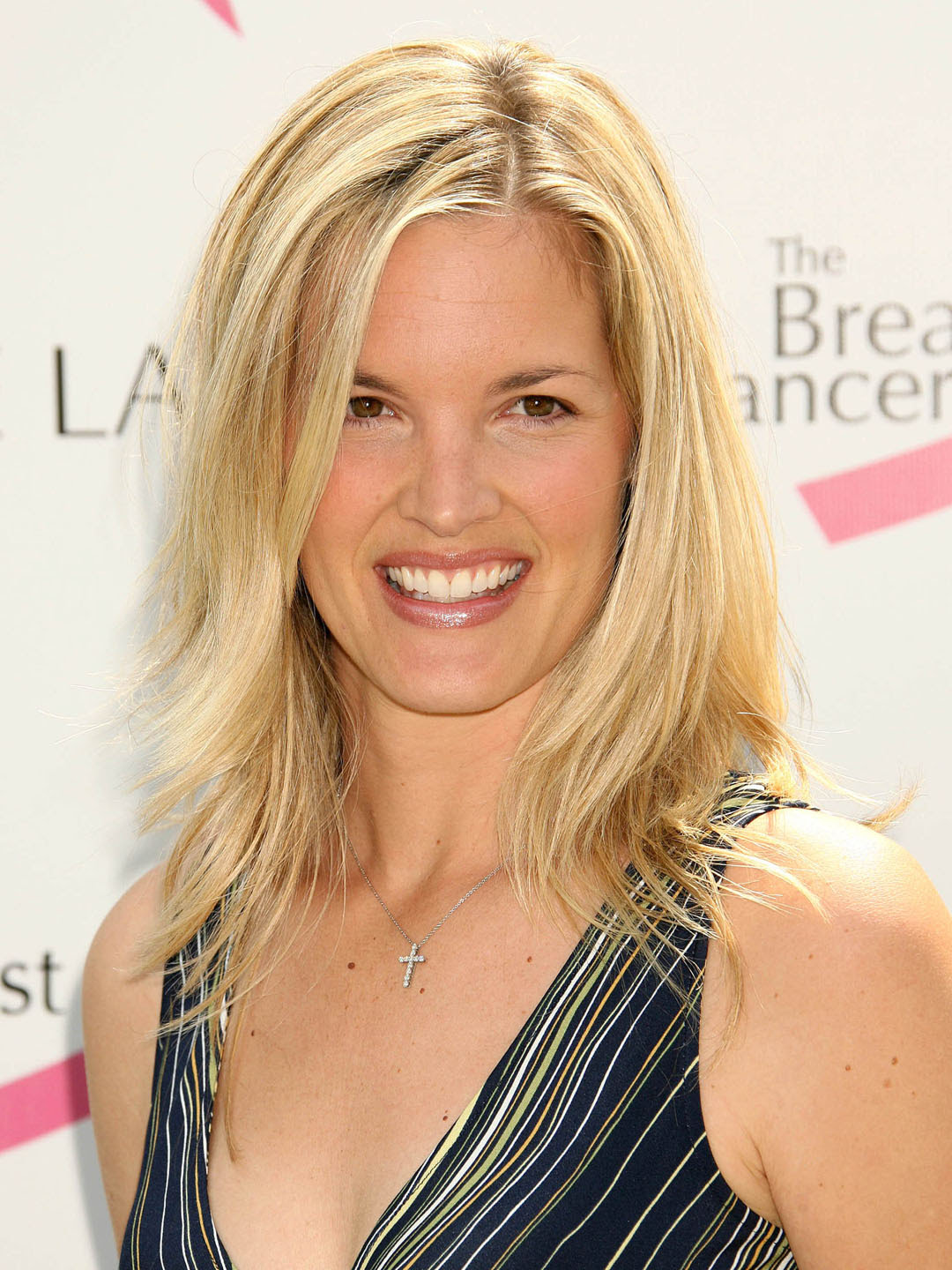
Bridgette Wilson, 2021

Bridgette Wilson-Sampras (* 25. September 1973 in Gold Beach, Oregon als Bridgette Leann Wilson) ist eine US-amerikanische Schauspielerin.

## Leben und Leistungen
Bridgette Wilson wurde im Jahr 1990 Miss Teen USA. Sie debütierte im Jahr 1992 in der Fernsehserie California High School – Pausenstreß und erste Liebe, in den Jahren 1992 bis 1993 spielte sie in der Fernsehserie California Clan. In der Actionkomödie Last Action Hero (1993) trat sie neben Arnold Schwarzenegger auf, in der Komödie Billy Madison – Ein Chaot zum Verlieben (1995) spielte sie an der Seite von Adam Sandler.
Im Horrorfilm Ich weiß, was du letzten Sommer getan hast (1997) trat Wilson als Elsa Shivers neben Jennifer Love Hewitt, Sarah Michelle Gellar und Ryan Phillippe auf. In der Komödie Liebe? Lieber nicht! (1999) spielte sie eine der Hauptrollen. In der Komödie Wedding Planner – verliebt, verlobt, verplant spielte sie 2001 an der Seite von Matthew McConaughey und Jennifer Lopez. In der Komödie Die Hochzeitsfalle (2002) war sie in einer der Hauptrollen zu sehen, in den Nebenrollen traten unter anderen Alyssa Milano und Annabeth Gish auf.
Wilson ist seit dem Jahr 2000 mit dem früheren Tennisprofi Pete Sampras verheiratet und hat zwei Kinder. Ihr Mann gab im Oktober 2023 bekannt, dass sie seit Dezember des Vorjahres an einem Ovarialkarzinom erkrankt sei.

## Filmografie (Auswahl)
- 1993: Last Action Hero
- 1995: Die Rebellen (Higher Learning)
- 1995: Billy Madison – Ein Chaot zum Verlieben (Billy Madison)
- 1995: Mortal Kombat
- 1995: Nixon
- 1996: Ein Licht in meinem Herzen (Unhook the Stars)
- 1997: Nevada
- 1997: Die Stiefschwester (The Stepsister)
- 1997: Echt Blond (The Real Blonde)
- 1997: Ich weiß, was du letzten Sommer getan hast (I Know What You Did Last Summer)
- 1999: The Suburbans – The Beat Goes On! (The Suburbans)
- 1999: Haunted Hill (House on Haunted Hill)
- 1999: Liebe? Lieber nicht! (Love Stinks)
- 2000: Beautiful
- 2001: Wedding Planner – verliebt, verlobt, verplant (The Wedding Planner)
- 2001: Just Visiting – Mit Vollgas in die Zukunft (Just Visiting)
- 2002: Die Hochzeitsfalle (Buying the Cow)
- 2002: Extreme Ops
- 2005: Shopgirl
- 2008: Phantom Punch